# William Adams (cầu thủ bóng đá)
William Edward Adams là một cầu thủ bóng đá thi đấu ở Football League cho Walsall. Ông cũng thi đấu cho West Bromwich Albion. He sinh ra ở Smethwick, Anh.